# 라윤경
라윤경(1975년 12월 29일 ~ )은 대한민국의 가수 겸 희극 배우이다.
현재 거주지는 서울특별시이다.

## 학력
- 수원여자대학 피부관리학과

## 음반
- 2016년 쿵쿵쿵
- 2018년 도레미

## 생애
라윤경은 1975년 12월 29일 경기도 성남시에서 출생하였으며, 1996년 연극배우로 첫 데뷔하였으며, 1999년 MBC 문화방송 공채 10기 개그우먼으로 정식 데뷔하였다.

## 가족 관계
- 배우자 : 김시명 (본래 1974년 1월 호랑이띠 음력 1973년 12월 소띠 ~ )
- 아들 : 김민규 (2007년 9월 10일 ~ )
- 딸 : 김세미 (2013년 ~ )

## 출연작

### 방송
- KBS 1TV 《아침마당 토요이벤트》 - 떴다! 노래방
- KBS 1TV 《6시 내고향》 - 고정출연
- 리빙TV 《생방송 여보세요》
- ETN 《심리토크 헬프 미 24》
- 채널 V 코리아 《S4U》
- 한국교통방송 《신나는 운전석》
- 한국교통방송 《TBN 주말특급》
- ETN 《라이브콜쇼 러브 코치》
- KBS 2TV 《생방송 KBS 저널》
- MBC 《기분 좋은 날》 2574회 (2017.07.27)
- KBS 2TV 《속보이는TV 人사이드》 16회 (2017.07.27)
- 채널A 《행복한 아침》 (2019.04.09)

### 시트콤
- 《세 친구》(MBC, 2000년)
- 《뉴 논스톱》(MBC, 2000년)
- 《동물원 사람들》(KBS2, 2002년)
- 《대박가족》(SBS, 2002년)
- 《코믹드라마 러브 러브》(iTV, 2003년)
- 《거침없이 하이킥!》(MBC, 2006년) - 이준하의 직장 동료 역 (67화)

### 드라마
- 《그대 아직도 꿈꾸고 있는가》(MBC, 2003년)
- 《대장금》(MBC, 2003년 ~ 2004년)
- 《애정만만세》(MBC, 2011년 ~ 2012년)
- 《천 개의 비밀 어메이징 스토리》(채널A, 2013년 ~ 2016년) - 각종 단역 (비고정)
- 《기막힌 이야기 실제상황》(MBN, 2014년 ~ 2020년》
- 《전설의 마녀》 (MBC, 2014년 ~ 2015년) - 리포터 역
- 《천일야史》(채널A, 2016년 ~ ) - 각종 단역 (비고정)